# حصان شرقي
الحصان الشرقي أحد سلالات الخيول القديمة التي تم تطويرها في الشرق الأوسط.

## صفات الخيول الشرقية
- طويلي الأرجل، ونحيفين في البنية، يتمتعون بقدرة كبيرة على التحمل، وبمستوى من الذكاء يسمح لها بأن تكون رياضية ومتعددة الاستخدامات وتتعلم بسرعة.
- خفة الحركة والسرعة وتعتبر بشكل عام مفعمة بالحيوية والقوة.
- تتكيف مع المناخات الحارة والجافة.[3][4]

## التاريخ
- على مر القرون، استورد المربون الأوروبيون الخيول الشرقية من الشرق الأوسط وشمال إفريقيا للتربية عندما أرادوا دمج السمات المميزة في أفضل سباقات الخيول وخيول الفرسان الخفيفة.
- جميع السلالات الأخرى من الخيول الخفيفة وذوات الدم الحار لها أصول شرقية، عادةً من خلال الخيول العربية.[5]